# Politikåret 1990

## Händelser

### Januari
- 9 januari – Sveriges regering ombildas, med Rune Molin och Mona Sahlin som nya statsråd.[1]
- 10 januari – Sveriges finansminister Kjell-Olof Feldt lägger fram förslaget till 1990/1991 års svenska statsbudget inför Sveriges riksdag.[1]
- 13 januari – Sovjetunionens president Michail Gorbatjov avslutar ett tre dagars besök i Litauiska SSR.[1]
- 16 januari – Sveriges utrikesminister Sten Andersson besöker Rumänien, vilket Carl Bildt gjort två dagar tidigare.[1]
- 30 januari – Östtysklands premiärminister Hans Modrow besöker Sovjetunionen.[1]

### Februari
- 5 februari – När Östtysklands regering bildas om är kommunisterna för första gången i minoritet.[1]
- 7 februari – Sovjetunionens president Michail Gorbatjov uttalar sig för avskaffande av det sovjetiska kommunistpartiets maktmonopol.[1]
- 8 februari
  - Andrej Lukanov bildar kommunistisk regering i Bulgarien.[1]
  - Den svenska regeringen presenterar ett ekonomiskt krispaket, vilket inleder regeringskrisen 1990.[1]
- 9 februari – Ett nationellt enhetsråd bildas i Rumänien, som skall styra fram till kommande val i maj.[1]
- 11 februari – Nelson Mandela släpps ur fängelset.[1]
- 12 februari
  - Greklands nationella samlingsregering, under Xenophon Zolotas, avgår.[1]
  - Mindre regeringsombildning i Sverige av regeringen Carlsson I.
- 13 februari – Östtysklands premiärminister Hans Modrow anländer till Västtyskland för två dagars politiska och ekonomiska överläggningar. Man är ense om att försöka skapa ett återförenat Tyskland, men man är på flera punkter oeniga om hur det skall gå till.[1]
- 15 februari
  - På ett toppmöte i Cartagena bildar Bolivia, Colombia, Peru och USA en kartell mot knarket.[1]
  - I Sverige kulminerar regeringskrisen 1990 när Ingvar Carlsson lämnar in avskedsansökan för regeringen Carlsson I.[1], klockan 18:35 lokal tid.
- 16 februari – Sam Nujoma utses till det självständiga Sydvästafrikas första president.[1]
- 19 februari
  - Ledarna för två stridande kristna styrkor i Libanon, Michel Aoun samt Samir Gaegea, träffar överenskommelse om stopp för fortsatta strider i Beirut.[1]
  - Rivningen av Berlinmuren inleds, sedan den öppnats 9 november 1989.[1]
- 26 februari
  - Tjeckoslovakiens president Vaclav Havel inleder ett besök i Sovjetunionen.[1]
  - Sveriges riksdag utser åter Ingvar Carlsson till Sveriges statsminister.[1]
- 27 februari – Regeringen Carlsson II tillträder i Sverige.

### Mars
- 4 mars – I Sverige visar SIFO-mätningar att VPK uppnått 8,7 %, vilket är största siffran sedan mätningarna inleddes.[1]
- 7 mars – Ingvar Carlsson presenterar regeringsförklaringen inför Sveriges riksdag.[1]
- 9 mars – Sveriges statsminister Ingvar Carlsson avslutar ett två dagars besök i Portugal. Där får han träffa Portugals premiärminister Anibal Cavaco Silva och prata relationer mellan EG-EFTA.[1]
- 11 mars
  - Litauiska SSR förklarar sig självständigt från Sovjetunionen under namnet Republiken Litauen, med Sajudisledaren Vytautas Landsbergis som statsöverhuvud. Sovjetunionen fördömer självständighetsförklaringen.[1]
  - 71-årige kristdemokraten Patricio Aylwin tillträder som president i Chile vid en veremoni i Valparaíso.[1]
- 10 mars – Haitis president Prosper Avril flyr till USA efter våldsamma oroligheter, med ett 20-tal dödsoffer, i samband med missnöje mot hans sätt att styra.[1]
- 12 mars
  - Domaren och feministen Ertha Pascal-Trouillot utses till Haitis nya president.[1]
  - ANC-ledaren Nelson Mandela-inleder ett femdagarsbesök i Sverige.[1]
- 13 mars – Sovjetunionens folkkongress avskaffar det sovjetiska kommunistpartiets maktmonopol, och i stället stärks presidentens makt.[1]
- 21 mars – Sydvästafrika blir självständigt, som Namibia, efter 75 år under sydafrikansk överhöghet.[1]
- 29 mars – Sveriges avgående finansminister Kjell-Olof Feldt tas emot för avskedsvisit av kung Carl XVI Gustaf av Sverige. Där berättar svenske kungen om sitt nyss avslutade besök i Japan för Kjell-Olof Feldt.[1]
- 30 mars – Estniska SSR:s parlament beslutar att försöka uppnå full självständighet från Sovjetunionen genom förhandlingar.[1]

### April
- 5 april
  - I Östtyskland väljs 44-årige läkaren Sabine Bergmann-Pohl till president, samt parlamentets talman.[1]
  - Sveriges regering gör upp med Folkpartiet om ett ekonomiskt krispaket.[1]
  - Kinesiske oppositionsledaren Chai Ling rapporteras befinna sig i en Parisförort.[1]
- 12 april – Lothar de Maizière vinner bildar Östtysklands första borgerliga regering.[1]
- 16 april – Drottning Margrethe II av Danmark firas på 50-årsdagen.[1]
- 22 april – Litauiska SSR:s premiärminister Kazimiera Prunskienė inleder ett kort besök i Sverige.[1]
- 24 april – Sovjetunionens och Kinas utrikesministrar undertecknar en principöverenskommelse om truppnedskärningar längsmed staternas gemensamma gränser, då en kinesisk premiärminister för första gången på över 25 år besöker Sovjetunionen.[1]
- 25 april
  - Violeta Barrios de Chamorro tillträder som president i Nicaragua.[1]
  - Västtyske SPD-politikern Oskar Lafontaine överlever ett knivattentat i Köln, utfört av en kvinna som först låtsas överlämna en blomsterbukett till honom.[1]

### Maj
- 1 maj
  - I Moskva tillåts för första gången i Sovjetunionens historia ett icke-officiellt första maj-tåg.[1]
  - Sveriges statsminister Ingvar Carlsson talar på första maj i Malmö Folkets park, och försvarar uppgörelsen med Folkpartiet.[1]
- 2 maj – Ungerns nyvalda nationalförsamling inleder sessionen med att välja Árpád Göncz till ny premiärminister.[1]
- 4 maj
  - Konstantinos Karamanlis utses till Greklands president.[1]
  - Lettiska SSR:s parlament utropar självständighet från Sovjetunionen.[1]
- 16 maj – József Antall bildar en borgerlig regering i Ungern.[1]
- 18 maj – Västtyskland öch Östtyskland skriver på ett avtal i Bonn om att göra tysk mark till gemensam valuta i båda staterna från 1 juli 1990.[1]
- 19 maj – 40 000 personer tågar i centrala Stockholm i protest för en ny landsbygdspolitik, som en del i kampanjen "Hela Sverige skall leva".[1]
- 21 maj – Israels president Chaim Herzog inleder ett statsbesök i Sverige. Han träffar Sveriges utrikesminister Sten Andersson betonar att relationerna mellan Israel och Sverige är goda och normala, men avböjer svensk medlem i PLO-kontakterna, och menar att USA eller Egypten kan göra det bättre.[1]
- 23 maj – Sveriges riksdag beslutar att det från den 1 juli 1990 blir förbjudet att bära kniv på allmän plats i Sverige, undantag görs för knivar som används i friluftsliv och arbete.[1]
- 24 maj – IOGT-NTO-ordföranden Kjell E. Johanson menar på Folknykterhetens dag att Sverige måste skärpa sin alkoholpolitik. Bistärande socialminister Bengt Lindqvist menar dock att ny motbok inte behövs.[1]
- 29 maj
  - Boris Jeltsin väljs till ny president i Ryska SSR.[1]
  - Sveriges kungapar inleder ett tre dagars besök i Frankrike.[1]
- 30 maj – Sveriges riksdag röstar nej till erkännandet av Litauiska SSR:s självständighetsförklaring.[1]

### Juni
- 3 juni – USA:s president Ronald Reagan och Sovjetunionens president Michail Gorbatjov avslutar ett fyra dagars toppmöte i Washington, DC. Båda skriver avtal om att skrota de flesta av sina kemiska vapen mellan åren 1992-1999, och ett handelsavtal undertecknas.[1]
- 4 juni – Himmelska fridens torg i Peking står avspärrat, ett år efter  massakern.[1]
- 6 juni – Kung Carl XVI Gustaf av Sverige högtidstal i Västerås mot rasism och främlingsfientlighet.[1]
- 7 juni – Sydafrikas president F.W. de Klerk meddelar att undantagslagarna, som infördes i juni 1986, i avskaffats i tre av fyra.[1]
- 9 juni – Sveriges riksdag antar en ny jordbruks- och livsmedelspolitik, med omställning inom en femårsperiod, vilken är baserad på alternativ odling.[1]
- 12 juni – Ryska SSR antar en suveränitetsdeklaration, där delrepubliken fastslås vara en suverän stat, vars lagar står över Sovjetunionen.[1]
- 13 juni – Sveriges riksdag antar den så kallade "Århundradets skattereform", som syftar till att göra Sveriges ekonomi friskare och gynna arbete och sparande, samt motverka skatteplanering och ränteavdrag på lån till konsumtion.[1]
- 20 juni – Nationella räddningsfrontens Ion Iliescu installeras som president i Rumänien.[1]
- 29 juni
  - Litauiska SSR:s parlament fryser självständighetsdeklarationen i 100 dagar från det datum då förhandlingarna med de sovjetiska ledarna i Moskva inleddes.[1]
  - Sveriges kungapar avslutar, i samband med minnet av slaget vid Svensksund 1790, ett två dagars besök i Kotka i Finland, det första svenska kungabesöket där sedan Gustaf III:s dagar.[1]
- 30 juni – ANC-ledaren Nelson Mandela avslutar en 10 dagars rundresa i USA, och manar till fortsatta sanktioner mot Sydafrika.[1]

### Juli
- 27 juli – Vitryssland förklarar sig självständigt från Sovjetunionen.

### Augusti
- 1 augusti – 55-årige Zjelju Zjelev utses till ny president i Bulgarien.[1]
- 2 augusti – Irak invaderar Kuwait.[1]
- 3 augusti
  - 68-årige Árpád Göncz utses till ny president i Ungern.[1]
  - Västtyskland och Östtyskland enas om att Berlin skall bli huvudstad i ett återförenat Tyskland.[1]
- 6 augusti
  - Benazir Bhutto får sparken som Pakistans premiärminister, efter anklagelser om maktmissbruk, korruption, nepotism och underlåtenhet att stävja våldet i hennes egen hemprovins, Sind.[1]
  - FN beslutar om ett handelsembargo mot Irak.[1]
- 10 augusti – Grupper av oliktänkande i Sydkorea anklagar sydkoreanska regeringen för att hålla över 1 300 så kallade samvetsfångar inlåsta.[1]
- 14 augusti – Karl-Marx-Straße i Bonn byter namn till Olof-Palme-Allee.[1]
- 15 augusti – Fyra ministrar avskedas i Östtysklands regering, finansminister Walter Romberg, jordbruksminister Peter Pollack, ekonomiminister Gerhard Pohl och justitieminister Kurt Wünsche.[1]
- 31 augusti – Vid en ceremoni i Palais Unter den Linden i Östberlin undertecknas ett avtal om tysk återförening från 3 oktober 1990.[1]

### September
- 1 september – FN:s generalsekreterare Javier Pérez de Cuéllar avslutar två dagars överläggning med Iraks utrikesminister Tariq Aziz i Amman.[1]
- 2 september – KDS noteras för 4,7 %, sin dittills högsta siffra, vid SIFO-mätningar i Sverige.[1]
- 4 september
  - Nordkorea och Sydkoreas premiärministrar möts i Seoul.[1]
  - 41-årige Michael Moore från New Zealand Labour Party efterträder Geoffrey Palmer som Nya Zeelands premiärminister.[1]
- 9 september – USA och Sovjetunionen uppmanar Irak att villkorslöst lämna Kuwait.[1]
- 12 september – I Moskva undertecknar utrikesministrarna för USA, Sovjetunionen, Storbritannien och Frankrike det avtal som godkänner tysk återförening.[1]
- 16 september
  - Cirka 100 000 personer demonstrerar i Moskva för sovjetiske premiärministern Nikolaj Ryzjkovs avgång.[1]
  - Irakisk TV sänder det tal som USA:s president George H.W. Bush inbjudits att hålla till Iraks folk.[1]
- 18 september – Den sovjetiske författaren Alexander Solzjenitsyn tillåts framtida i sovjetisk press.[1]
- 20 september – Västtysklands och Östtysklands parlament godkänner avtalet om tysk återförening.[1]
- 21 september
  - Norges statsminister Jan P. Syse säger på en presskonferens att han avser sitta kvar på denna post.[1]
  - Socialisten Andrej Lukanov bildar regering i Bulgarien.[1]
- 24 september
  - Högsta Sovjet ger Sovjetunionen president Michail Gorbatjov rätt att styra i nästan alla ekonomiska och sociala frågor fram till 1992.[1]
  - Kinas och Vietnams premiärministrar träffas i Peking, som ett steg i närmandet till varandra efter flera års fiendskap.[1]
- 27 september
  - Algeriets tidigare president Ben Bella återvänder hem efter 10 års landsflykt.[1]
  - En militärdomstol i Filippinerna dömer 16 personer till livstids fängelse för modet på oppositionsledaren Benigno Aquino, Jr. 1983.[1]
- 30 september – Socialdemokraterna noteras för dittills rekordlåga 32 % vid SIFO-mätningar i Sverige.[1]

### Oktober
- 3 oktober – Tyskland återförenas och Östtyskland upphör att existera som stat.[1]
- 8 oktober – Svenska utrikespolitiska TV-programmet 8 dagar visar en amerikansk film från ABC om hur fysiskt och psykiskt handikappade barn i Nicolae Ceaușescus Rumänien hållits inspärrade på barnhem i väntan på döden, under förhållanden som liknas med de "nazistiska koncentrationslägren under andra världskriget".[1]
- 9 oktober – Portugals president Mario Soares kommer på tre dagars statsbesök till Sverige, och talar relationerna EFTA-EG samt eventuellt svenskt EG-medlemskap.[1]
- 12 oktober – Tysklands inrikesminister Wolfgang Schäuble skottskadas svårt vid ett attentat i Oppenau. Attentatsmannen beskrivs som mentalt störd, och uppges inte tillhöra någon terroristorganisation.[1]
- 16 oktober – Sydkoreas premiärminister Kang Young-Hoon ankommer till Nordkorea.[1]
- 19 oktober – Högsta Sovjet antar Michail Gorbatjovs ekonomiska reformprogram, som han själv kallat "huvudsaklig riktlinjer för stabiliseringen av ekonomin och övergången till marknadsekonomi".[1]
- 22 oktober – Tjeckoslovakiska parlamentets talman Alexander Dubcek anländer till Sverige.[1]
- 26 oktober – Sveriges regering meddelar Sveriges riksdag att den önskar beslut om en svensk medlemsansökan till EG.
- 28 oktober – KDS noteras för rekordhöga 6 % vid SIFO-mätningar i Sverige.[1]

### November
- 3 november – Gro Harlem Brundtland bildar en ny arbetarpartiregering i Norge.[1]
- 7 november – Sovjetunionens president Michail Gorbatjov manar till enighet då 73-årsminnet av Oktoberrevolutionen 1917 uppmärksammas.[1]
- 8 november – USA:s president George H.W. Bush tillkännager att amerikanska styrkor skall skickas till Persiska viken.[1]
- 9 november
  - Socialisten Chandra Shekhar utses till ny premiärminister i Indien.[1]
  - Sovjetunionens president Michail Gorbatjov inleder ett besök i Västtyskland.[1]
  - Nepal inför en ny konstitution.[2]
- 12 november – Akihito bestiger Japans kejsartron.[1]
- 13 november – Mogens Glistrup utesluts ur Fremskridtspartiets folketingsgrupp, sedan han några dagar tidigare bildat Trivselpartiet, som förespråkar drastiska skattesänkningar.[1]
- 14 november – Vid en ceremoni i Warszawa undertecknar Polen och Tyskland ett avtal, som fastställer att  Oder-Neisse-linjen är och förblir Polens okränkbara västgräns.[1]
- 22 november – Margaret Thatcher avgår som brittisk premiärminister.[1]
- 28 november – John Major tillträder som ny brittisk premiärminister.[1]

### December
- 2 december – Vid SIFO-mätningar i Sverige går KDS återigen framåt, med 6,4 %. Samtidigt ökar antalet osäkra väljare till rekordsiffran 21,2 %.[1]
- 6 december
  - Iraks president Saddam Hussein säger att alla utlänningar som tvingats stanna kvar i Kuwait och Irak efter invasionen i augusti skulle få resa hem.[1]
  - Shahabuddin Ahmed tillträder som president i Bangladesh.[1]
- 7 december – Partilöse Dimiter Popov utses till ny premiärminister i Bulgarien.[1]
- 9 december – Från Sydafrika meddelar Nelson Mandela och F.W. de Klerk att man haft hemliga överläggningar om det pågående våldet.[1]
- 11 december – Från Albanien meddelar Albaniens kommunistiska parti att andra partier också är tillåtna.[1]
- 12 december – Sveriges riksdag beslutar att Sverige ska ansöka om medlemskap i EG.[1]
- 17 december – I Tyskland avgår Lothar de Maizière, minister utan portfölj, efter anklagelser om honom som Stasiagent i flera års tid.[1]
- 19 december – Libanons premiärminister Salim Hoss lämnar in avskedsansökan.[1]
- 20 december
  - Eduard Sjevardnadze avgår som utrikesminister i Sovjetunionen.[1]
  - Det första alltyska parlamentet på 58 år sammanträder i riksdagsbyggnaden Berlin.[1]
  - Omar Karami utses till ny premiärminister i Libanon.[1]
- 22 december – Vid SIFO-mätningar i Sverige noteras nybildade Ny demokrati för cirka 3 %.[1]
- 27 december – Gennadij Janajev utses till ny vicepresident i Sovjetunionen.[1]

### Okänt datum
- (första halvan av året) – Sveriges riksdag beslutar att förlänga den lagstadgade semestern med 2 dagar till 27 dagar.

## Val och folkomröstningar
- 29 januari – SPD vinner delstatsvalet i Saarland.[1]
- 18 februari – Regerande LDP vinner parlamentsvalet i Japan.[1]
- 24 februari – Sąjūdis vinner parlamentsvalet i Litauiska SSR, vilket är det första egentliga flerpartivalet i Sovjetunionen.[1]
- 25 februari – Violeta Barrios de Chamorro vinner presidentvalet i Nicaragua.[1]
- 15 mars – Michail Gorbatjov väljs till Sovjetunionens förste exekutiva president.
- 18 mars – Första fria valen i Östtyskland slutar i seger för konservativa "Allians för Tyskland".[1]
- 22 mars – Labour vinner fyllnadsvalet i Mid-Staffordshire, traditionellt ett starkt Tories-fäste.[1]
- 24 mars – Australiens arbetarparti under Bob Hawke vinner parlamentsvalet i Australien.[1]
- 25 mars – MDF vinner parlamentsvalet i Ungern.[1]
- 8 april
  - MDF vinner andra omgången av parlamentsvalet i Ungern, med 43 % av rösterna.[1]
  - Konservativa Ny demokrati besegrar regerande PASOK vid parlamentsvalet i Grekland.[1]
- 13 maj – SPD vinner delstatsvalet i Nordrhein-Westfalen samt i Niedersachsen.[1]
- 20 maj – Nationella räddningsfrontens Ion Iliescu vinner presidentvalet i Rumänien, med 85 % av rösterna.[1]
- 27 maj
  - 43-årige liberalen César Gaviria Trujillo vinner presidentvalet i Colombia, och lovar fortsatt kamp mot knarket.[1]
  - Polen går till lokalval, där endast 42 % av de röstberättigade deltar. Valen är de första fria i Polen efter upphävandet av det kommunistiska maktmonopolet 1989.[1]
- 30 maj – Arabförbundet avslutar ett toppmöte i Bagdad med att fördöma USA:s stöd till Israel.[1]
- 8 juni – Medborgarforum vinner, med 46,6 %, en klar seger vid parlamentsvalet i Tjeckoslovakien, det första fria sedan parlamentsvalet 1946.[1]
- 10 juni – 51-årige jordbruksexperten Alberto Fujimori vinner presidentvalet i Peru.[1]
- 17 juni – Bulgariska socialistpartiet vinner vid första fria valen i Folkrepubliken Bulgarien på 44 år.[1]
- 29 juli – Mongoliska folkets revolutionära parti behåller maktinnehavet då man vinner 70 % av platserna vid första fria valen i Mongoliet.[1]
- 7 oktober – SPÖ vinner parlamentsvalet i Österrike.[1]
- 24 oktober – PPP lider stort nederlag vid parlamentsvalet i Pakistan.[1]
- 27 oktober – New Zealand Labour Party förlorar parlamentsvalet i Nya Zeeland.[1]
- 9 november – 46-årige Mary Robinson vinner väljs till Irlands första kvinnliga president.[1]
- 17 november – Lagtingsval på Färöarna.
- 2 december – Förbundsdagsvalet i Tyskland, det första sedan landets återförening, vinns av CDU.[1]
- 9 december
  - Lech Wałęsa vinner presidentvalet i Polen.[1]
  - Slobodan Milošević väljs för andra gången till Serbiens president.[1]
- 12 december – Folketingsval hålls i Danmark. Oppositionspartiet Socialdemokratiet går fram, men statsminister Poul Schlüter kan ändå sitta kvar.[1]
- 16 december – Romersk-katolske prästen Jean-Bertrand Aristide väljs till ny president i Haiti.[1]

## Organisationshändelser
- 20 januari – Egon Krenz utesluts ur Östtysklands kommunistiska parti.[1]
- 28 januari – Polens kommunistiska parti upplöses.[1]
- 17 februari – Gustáv Husák utesluts ur Tjeckoslovakiens kommunistiska parti.[1]
- 24 februari – Willy Brandt utses till hedersordförande då nybildade östtyska SPD har sin första kongress i Leipzig.[1]
- 23 april – Namibia inträder i FN.[1]
- 12 maj – Beslut om återskapande av Baltiska rådet, ursprungligen bildat 1934, tas i Tallinn.[1]
- 13 maj – FN:s generalsekreterare Javier Pérez de Cuéllar besöker, som första FN-generalsekreterare, det kommunistiska Albanien.[1]
- 20 maj – I Stockholm bildas Arbetarlistan.[1]
- 26 maj
  - Förenta nationerna avslutar ett tvådagarsmöte i Genève, utan att tillmötesgå Yassir Arafats krav på FN-observatörer vid Västbanken och i Gazaremsan.[1]
  - I Sverige byter Vänsterpartiet kommunisterna (VPK) namn till Vänsterpartiet då man avslutar sin 29:e partikongress i Stockholm.[1]
- 5 juni – ESK inleder ett drygt tre veckor långt möte i Köpenhamn, där Albanien har observatörsstatus.[1]
- 14 juni – Då EFTA firar 30-årsjubileum i Göteborg menar Sveriges statsminister Ingvar Carlsson att ett "nytt och demokratiskt Europa" håller på att ta form.[1]
- 28 juni
  - ESK antar ett slutdokument i Köpenhamn, där det heter att Europas länder skall vara "demokratiskt styrda rättsstater med flerpartisystem och långtgående rättigheter för minoriteterna".[1]
  - 25-årige metallarbetaren Karl-Petter Thorwaldsson från Växjö utses till ny ordförande för Sveriges socialdemokratiska ungdomsförbund efter avgående Anna Lindh.[1]
- 1 juli – Gullan Lindblad från Karlstad utses på riksstämman i Göteborg till ordförande för Moderata kvinnoförbundet efter Ann-Cathrine Haglund från Kumla som avgår efter nio år.[1]
- 10 juli – Michail Gorbatjov väljs om som generalsekreterare för Sovjetunionens kommunistiska parti, då valet för första gången görs direkt av partikongressen och inte, som tidigare, av centralkommittén.[1]
- 10 augusti – Arabförbundet möts i Kairo, och fördömer Iraks intåg i Kuwait.[1]
- 21 augusti – Margareta Winberg väljs till ordförande för Sveriges socialdemokratiska kvinnoförbund vid kongressen i Stockholm.[1]
- 27 augusti – FN:s säkerhetsråd enas om en fredsplan för Kambodja, med interimsregering, fria val och säkrad neutralitet.[1]
- 21 september – Socialdemokraterna avslutar kongressen i Stockholm, och uttalar sitt stöd för byggandet av väg- och järnvägsbro över Öresund.[1]
- 24 september – Östtyskland lämnar Warszawapakten.[1]
- 26 september – FN:s säkerhetsråd förbjuder all flygtrafik till och från Irak.[1]
- 6 november – Ungern blir första östeuropeiska medlem av Europarådet.[1]
- 19 november – NATO och Warszawapakten sluter ett omfattande nedrustningsavtal då ESK-mötet öppnas i Paris.[1]
- 23 november – På landsmötet i Stockholm byter Folkpartiet namn till Folkpartiet liberalerna.[1]
- 27 november – John Major väljs till ny Toriesledare i Storbritannien.[1]
- 30 november – FN:s säkerhetsråd antar Resolution 660, vilken ger Irak tid på sig till 15 januari 1991 att lämna Kuwait.[1]
- 7 december – Veckolånga GATT-förhandlingar i Bryssel brakar samman, då de 107 deltagande länderna inte kommer överens om ett nytt avtal. Utanför protesterar uppretade bönder från hela världen.[1]
- 20 december – FN:s säkerhetsråd antar en resolution, som kritiserar Israels behandling av palestinier i områden som Israel ockuperat.[1]

## Födda
- 22 januari – Rasmus Törnblom, ordförande för svenska Moderata ungdomsförbundet 2014–2016.

## Avlidna
- 23 februari – José Napoleón Duarte, El Salvadors president 1984–1989.[1]
- 24 februari
  - Sandro Pertini, Italiens president 1978–1985.
  - Aina Erlander, 87, svensk statsministerhustru och läroverksadjunkt, ordförande för Unga Örnar från 1957 och nio år framöver.[1]
- 8 juni – José Figueres Ferrer, Costa Ricas president 1948–1949, 1953–1958 och 1970–1974.
- 18 juli – Yun Bo-seon, Sydkoreas president 1960–1962.
- 29 juli – Bruno Kreisky, 79, Österrikes förbundskansler 1970-1983.[1]
- 30 juli – Ian Gow, 53, brittisk Tories-parlamentsledamot (mördad i sprängattentat).[1]
- 7 september – Ahti Karjalainen, 67, finländsk politiker, flerfaldig statsminister och utrikesminister.[1]
- 12 oktober – Rifaat al-Mahgoub, 64, talman i Egyptens parlament.[1]
- 13 oktober – Le Duc Tho, 79, nordvietnamesisk politbyråmedlem och chefsförhandlare.[1]
- 9 september – Samuel K. Doe, Liberias president 1980–1990.

### Fotnoter
1. 1 2 3 4 5 6 7 8 9 10 11 12 13 14 15 16 17 18 19 20 21 22 23 24 25 26 27 28 29 30 31 32 33 34 35 36 37 38 39 40 41 42 43 44 45 46 47 48 49 50 51 52 53 54 55 56 57 58 59 60 61 62 63 64 65 66 67 68 69 70 71 72 73 74 75 76 77 78 79 80 81 82 83 84 85 86 87 88 89 90 91 92 93 94 95 96 97 98 99 100 101 102 103 104 105 106 107 108 109 110 111 112 113 114 115 116 117 118 119 120 121 122 123 124 125 126 127 128 129 130 131 132 133 134 135 136 137 138 139 140 141 142 143 144 145 146 147 148 149 150 151 152 153 154 155 156 157 158 159 160 161 162 163 164 165 166 167 168 169 170 171 172 173 174 175 176 177 178 179 180 181 182 183 184 185 186 187 188 189   Horisont 1990. Bertmarks
2. ↑  ”Nepal” (på engelska). World Statesmen. http://www.worldstatesmen.org/Nepal.html. Läst 22 november 2012.